# بوتولتا
بوتولتا (به لاتین: Butulta) یک منطقهٔ مسکونی در روسیه است که در شهرستان داخادایفسکی واقع شده‌است.